# باول بريسلن
باول بريسلن (بالإنجليزية: Paul Breslin)‏ هو لاعب كرة قدم بريطاني في مركز الهجوم، ولد في 2 أكتوبر 1946 في Camlachie ‏ في المملكة المتحدة. لعب مع نادي كوينز بارك.